# Nils Jacob Sillén
Nils Jacob Sillén, född 26 september 1788 i Älgtån, Sillerud, död 16 december 1857 i Filipstad. Sillén var son till hovrättsnotarien Daniel Sillén och Gustaviana Robsahm. Gift 1819 med fostersystern Johanna Gustava Sillén. 
Sillén var professor i praktisk ekonomi vid Uppsala universitet och blev senare kyrkoherde i Filipstad.